# Кинселла, Ноэль
Ноэль Александр Кинселла (англ. Noël Alexander Kinsella; 28 ноября 1939, Сент-Джон, Нью-Брансуик — 6 декабря 2023) — канадский политик и университетский преподаватель. Глава Комиссии по правам человека Нью-Брансуика (1967—1989), спикер Сената Канады (2006—2014).

## Биография
Родился в Сент-Джоне (Нью-Брансуик) в 1939 году, там же окончил начальную и среднюю школу. Высшее образование получил за границей: степень бакалавра в Университетском колледже Дублина (Ирландия), степени лиценциата и доктора философии в Папском университете Святого Фомы Аквинского и степени лиценциата и доктора богословия (S.T.D.) в Латеранском университете.
Вернувшись в Нью-Брансуик в 1960-е годы, включился в борьбу чернокожей общины Сент-Джона за равенство и против расовой дискриминации. Участвовал в написании закона о правах человека Нью-Брансуика и основании провинциальной Комиссии по правам человека в 1967 году. Стал первым председателем комиссии и оставался на этом посту до 1989 года. В этом качестве продолжал борьбу против расовой дискриминации, участвовал в принятии многочисленных поправок в законы провинции и в ключевых судебных процессахв сфере защиты гражданских прав. В начале 1980-х годов принимал участие в федерально-провинциальных конференциях, результатом которых стали патриация конституции и принятия Канадской хартии прав и свобод. Занимал посты в национальных правозащитных организациях, в том числе пост президента Канадского фонда прав человека и Канадской ассоциации агентств по юридически закреплённым правам человека, защищал права Первых народов Канады в Комитете по правам человека ООН в рамках слушаний по делу «Сандра Лавлейс против Канады».
Одновременно с правозащитной деятельностью начал карьеру университетского преподавателя. Вёл курсы в Университете Святого Фомы (Фредериктон) в общей сложности на протяжении 41 года, преподавал психологию, философию и теорию гражданских прав, позже входил в совет попечителей университета. Член коллегии психологов Нью-Брансуика.
В сентябре 1990 года назначен премьер-министром Брайаном Малруни в Сенат Канады. В 1994 году, представляя Прогрессивно-консервативную партию, стал парламентским организатором оппозиции. С 1997 по 2004 год — заместитель лидера оппозиции в Сенате, в октябре 2004 года, после формирования новой Консервативной партии, избран лидером оппозиции и занимал этот пост до 2006 года. В рядах партии имел репутацию «красного тори», поддерживал кандидатуру Питера Маккея на выборах лидера Консервативной партии в 2003 году. 8 февраля 2006 года по представлению премьер-министра Стивена Харпера Кинселла был назначен спикером Сената и оставался в этой должности до ухода на пенсию в ноябре 2014 года.
После выхода на пенсию входил в консультативный совет Канадского музея прав человека. Скончался в декабре 2023 года в возрасте 84 лет, оставив после себя жену Энн Конли Кинселлу.

## Награды и звания
Ноэль Кинселла носил титул рыцаря Суверенного Иерусалимского ордена имени Св. Иоанна, Родоса и Мальты и рыцаря британского ордена Св. Иоанна. Был почётным капитаном Королевского ВМФ Канады и почётным доктором Университета Святого Фомы, Университетского колледжа Дублина и Доминиканского университетского колледжа (Оттава).